# Casket Garden
Casket Garden är den andra EPn av svenska death metal-bandet Dismember, som gavs ut 1995 av Nuclear Blast Records.

## Låtförteckning
1. "Casket Garden" - 03:35
2. "Wardead" - 02:27
3. "Justifiable Homicide" - 03:17

## Banduppsättning
- Matti Kärki - sång
- David Blomqvist - gitarr
- Robert Sennebäck - gitarr
- Richard Cabeza - bas
- Fred Estby - trummor

## Medverkande
- Thomas Skogsberg - producent, ljudtekniker
- Peter In de Betou - mastering (Cuttingroom, Solna)